# Справжній детектив (4 сезон)
Прем'єра четвертого сезону «Справжнього детектива», американського кримінально-драматичного телесеріалу-антології, створеного Ніком Піццолатто, запланована на 14 січня 2024 року на HBO. Сезон розгортається у вигаданому місті Енніс на Алясці та розповідає про розслідування зникнення восьми чоловіків із дослідницької станції. У головних ролях сезону Джоді Фостер і Калі Рейс в ролях детективів Ліз Денверс і Еванджелін Наварро. Це перший сезон із підзаголовком «Нічна країна».
Ісса Лопез виступає як шоуранерка, сценаристка та режисерка. Це перший сезон без автора серіалу Ніка Піццолатто як шоуранера чи сценариста, але він все ще є виконавчим продюсером.

## Виробництво

### Розробка
Перед виходом третього сезону Нік Піццолатто пояснив, що у нього є «справді дуже дика» ідея потенційного четвертого сезону. Після завершення трансляції сезону він пояснив, що вирішив відмовитися від своєї ідеї, маючи намір використати нову ідею після обговорення проєкту з неназваним актором. У липні 2019 року Кейсі Блойс, президент програмного відділу HBO, пояснив, що «якщо у Ніка є ідея, яка його захоплює, ми поговоримо про це, але ні в чому не поспішаємо».
У січні 2020 року Піццолатто підписав загальну угоду про виробництво з Fox 21 Television Studios і FX Productions, що поставило під сумнів його участь у потенційному четвертому сезоні. У наступному році HBO вже розглядав четвертий сезон серіалу, співпрацюючи з деякими сценаристами над ідеями, серед яких були Люсія Пуензо та Сем Левінсон. Пізніше Блойс сказав: «Є щось у „Справжньому детективі“, є речі, які нам приємні. Я б сказав, що слідкуйте за оновленнями».
У березні 2022 року HBO оголосив про початок розробки четвертого сезону, який матиме підзаголовок «Нічна країна», вперше у серіалі. Перший епізод напише Ісса Лопез, яка також буде режисеркою. Лопез стане виконавчою продюсеркою сезону разом із Баррі Дженкінсом, Адель Романскі та Марком Серьяком. У червні 2022 року HBO офіційно засвітив сезон, а Лопес виступив шоуранером. Піццолатто залишиться виконавчим продюсером, відзначаючи свій перший сезон без написання кредиту.

### Кастинг
У травні 2022 року підтверджено, що Джоді Фостер зніметься в цьому сезоні, що стало її першою головною роллю в серіалі з 1975 року У червні 2022 року повідомлялося, що Калі Рейс приєднається до Фостера як співголова.
У вересні 2022 року повідомлялося, що в сезоні також з'являться Джон Гокс, Крістофер Екклстон, Фіона Шоу, Фін Беннетт і Анна Ламбе. У жовтні 2022 року до сезону приєдналися Ака Нівіана, Ізабелла Стар Лаблан і Джоел Д. Монгранд.

### Фільмування
Сезон знімався в Ісландії, його бюджет становив 60 мільйонів доларів. Знімання почалися в листопаді 2022 року і завершилися у квітні 2023 року

## Акторський склад

### Головний склад
- Джоді Фостер – Ліз Денверс
- Калі Рейс – Еванджелін Наварро
- Фінн Беннетт – Пітер Пріор
- Фіона Шоу – Роуз Агіно
- Крістофер Екклстон – Тед Корсаро
- Ізабелла Стар Лаблан[en] – Лія Денверс
- Джон Гокс – Генк Пріор

### Додатковий склад
- Анна Ламбе[en] – Кайла Малі
- Ака Нівіана – Джулія Наварро
- Джоел Д. Монгранд – Едді Каввік

## Список епізодів
| № серії (загалом) | № серії (в сезоні) | Назва серії    | Режисер(и) | Сценарист(и)                                             | Оригінальна дата показу | Глядачів U.S. (млн) |
| ----------------- | ------------------ | -------------- | ---------- | -------------------------------------------------------- | ----------------------- | ------------------- |
| 25                | 1                  | Буде оголошено | Ісса Лопез | Ісса Лопез                                               | 14 січня 2024           | Буде визначено      |
| 26                | 2                  | Буде оголошено | Ісса Лопез | Ісса Лопез                                               | 21 січня 2024           | Буде визначено      |
| 27                | 3                  | Буде оголошено | Ісса Лопез | Шаблон:StoryTeleplay                                     | 28 січня 2024           | Буде визначено      |
| 28                | 4                  | Буде оголошено | Ісса Лопез | Намсі Хан, Кріс Манді та Ісса Лопез                      | 4 лютого 2024           | Буде визначено      |
| 29                | 5                  | Буде оголошено | Ісса Лопез | Катріна Олбрайт і Венона Вілмс, Кріс Манді та Ісса Лопез | 11 лютого 2024          | Буде визначено      |
| 30                | 6                  | Буде оголошено | Ісса Лопез | Буде визначено                                           | 18 лютого 2024          | Буде визначено      |

## Вихід

### Трансляція
Прем'єра четвертого сезону запланована на 14 січня 2024 року. Спочатку планувалося, що прем'єра відбудеться в 2023 році.

### Маркетинг
Перший вигляд оприлюднено в грудні 2022 року під час випуску каналу HBO. У квітні 2023 року вийшов перший трейлер сезону.